# گوتام گوس
گوتام گوس (انگلیسی: Goutam Ghose؛ زادهٔ ۲۴ ژوئیهٔ ۱۹۵۰) کارگردان فیلم و مستندساز اهل هند در سینمای بنگالی است. وی برنده جایزه ملی فیلم بهترین کارگردانی شده‌است.
او در فیلم‌های چهار ضلعی و آن‌سوی ابرها بازی کرده‌است.